# 生田哲
生田 哲（いくた さとし、1955年 - ）は、日本の薬学者、文筆家、翻訳家。

## 来歴
北海道函館生まれ。1978年東京薬科大学卒業。1984年薬学博士。
1980年から1983年シティ・オブ・ホープ研究所、1983年から1984年カリフォルニア大学ロサンゼルス校、カリフォルニア大学サンディエゴ校博士研究員、1986年から1991年イリノイ工科大学助教授（化学科）。
1994年に帰国後は生化学、医学、薬学、教育を中心とする執筆活動を行う。
脳と栄養に関する研究とコンサルティング活動も行っている。

## 著書
- 『サイエンティストになるには』（ぺりかん社、なるにはbooks） 1994
- 『日本の研究開発を切る! アタマと手と足の区別がない』（マネジメント社） 1994
- 『あなたもアメリカの大学で学んでみたら 米国の大学・短大,上手な留学案内』（産能大学出版部） 1995
- 『エンジニアになるには』（ぺりかん社、なるにはbooks） 1995
- 『サイエンティストを目指す大学院留学 アメリカの博士課程で学ぶ最先端のサイエンス・テクノロジー』（アルク） 1995
- 『ヒト遺伝子のしくみ』（日本実業出版社、入門ビジュアルサイエンス） 1995
- 『ウイルスと感染のしくみ』（日本実業出版社、入門ビジュアルサイエンス） 1996
- 『エイズの生命科学』（講談社現代新書） 1996
- 『感染症が危ない 「きれい好き」日本人の落とし穴』（光文社、カッパ・ブックス） 1997
- 『がんとDNA 分子生物学で解き明かすがん』（講談社ブルーバックス） 1997
- 『脳に効くクスリ ドラッグ、アルコール、ニコチン…恐るべき作用のしくみ』（日本実業出版社） 1997、のち改題『脳に効く快楽のクスリ』（講談社+α文庫） 2000
- 『「ビタミン伝説」の真実 本当に摂りたい"栄養素"がわかる本』（祥伝社、Non book） 1997
- 『遺伝子技術とクローン』（日本実業出版社、入門ビジュアルサイエンス） 1998
- 『脳と心をあやつる物質 微量物質のはたらきをさぐる』（講談社ブルーバックス） 1999
- 『バクテリアのはなし』（日本実業出版社、入門ビジュアルサイエンス） 1999
- 『図解 女と男のからだ学』（東京書籍） 2000
- 『早わかり聖書 文化が見える・歴史が読める』（日本実業出版社） 2000
- 『理系のススメ 君たちを待っている科学の世界』（ぺりかん社、なるにはbooks 別巻） 2000
- 『人生で大事なことは聖書がすべて教えてくれる』（成甲書房） 2001
- 『炭疽菌の恐怖 白い粉パニックが始まった』（主婦と生活社） 2001
- 『一目でわかるゲノムビジネスの最新常識』（日本実業出版社） 2001
- 『生化学超入門』（日本実業出版社、エスカルゴ・サイエンス） 2002
- 『脳の健康 頭によいこと、わるいこと』（講談社ブルーバックス） 2002
- 『早わかり旧約聖書 宗教・歴史・文化の深層がわかる』（日本実業出版社） 2002
- 『知らないと危ない! サプリメントの利用法と落とし穴』（講談社+α文庫） 2003
- 『やわらかな脳の育て方 「頭のいい子」にするために親は何をすべきか』（PHP研究所） 2003
- 『遺伝子と病気のしくみ』（日本実業出版社、エスカルゴ・サイエンス） 2004
- 『聖書のヒロインたち』（講談社現代新書） 2004
- 『脳がめざめる食事』（文藝春秋） 2004、のち文庫
- 『免疫と自然治癒力のしくみ』（日本実業出版社、エスカルゴ・サイエンス） 2004
- 『「うつ」を克服する最善の方法 抗うつ薬SSRIに頼らず生きる』（講談社+α新書） 2005
- 『心の病は食事で治す』（PHP新書） 2005
- 『心臓病・糖尿病・がんの原因は「慢性炎症」だった!』（日本実業出版社） 2005
- 『うつ・ストレス・不安には「軽い運動」 簡単、安全、お金もかからない!』（PHP研究所） 2006
- 『人気サプリメントのウソとホント トップ33品目を徹底検証する!』（講談社+α文庫） 2006
- 『早わかり新約聖書 知っておきたい世界の教養・知識』（日本実業出版社） 2006
- 『病気知らずのビタミン学 がんから美容まで』（PHP新書） 2006
- 『インフォドラッグ 子どもの脳をあやつる情報』（PHP新書） 2007
- 『「うつ」は食べて治す 今日からできる栄養革命』（PHP研究所） 2007、のち文庫
- 『感染症と免疫のしくみ はしか・結核から新型インフルエンザまで』（日本実業出版社、エスカルゴ・サイエンス） 2007
- 『絶対にリバウンドしない! 抗ストレス・ダイエット』（講談社+α新書） 2007
- 『食べ物を変えれば脳が変わる』（PHP新書） 2008
- 『人気サプリメントの真実 がん予防、メタボ改善にはコレが効く!』（講談社+α文庫） 2008
- 『よくわかる生化学』（日本実業出版社、ゼロからのサイエンス） 2008
- 『女と男はなぜ引き寄せあうのか? なぜ理解しあえないのか?』（講談社+α新書） 2009
- 『脳地図を書き換える 大人も子どもも、脳は劇的に変わる』（東洋経済新報社） 2009
- 『脳は食事でよみがえる 疲れた脳、心のストレスはこれで解消!』（ソフトバンククリエイティブ、サイエンス・アイ新書） 2009
- 『勉強したい人のための薬理学のきほん』（日本実業出版社） 2009
- 『ビタミンCの大量摂取がカゼを防ぎ、がんに効く』（講談社+α新書） 2010
- 『病気にならない脳の習慣 心と免疫力のしくみ』（PHP新書） 2010
- 『よみがえる脳 脳は環境の変化に対応し、何歳になっても、絶えず変わりつづける』（ソフトバンククリエイティブ、サイエンス・アイ新書） 2010
- 『いまからでも間に合う! 家族のための「放射能を解毒する」食事』（講談社） 2011
- 『子どもの頭脳を育てる食事』（角川oneテーマ21） 2011
- 『脳と心を支配する物質 心を元気にもし病気にもする物質の正体と、それをコントロールするための知恵とは!?』（ソフトバンククリエイティブ、サイエンス・アイ新書） 2011
- 『ボケずに健康長寿を楽しむコツ60 アルツハイマーにならない食べ物、生き方、考え方』（角川oneテーマ21） 2011
- 『青魚を食べれば病気にならない 万病の元「慢性炎症」を防ぐ』（PHP新書） 2012
- 『がんとDNAのひみつ 放射線はどれだけDNAにダメージを与えるか? がんからあなたを守るがん抑制遺伝子とは?』（ソフトバンククリエイティブ、サイエンス・アイ新書） 2012
- 『砂糖をやめればうつにならない』（角川oneテーマ21） 2012
- 『脳にいいこと、悪いこと 赤ちゃんが親の脳を育てるって? ゴルフや熱中症が脳を痛めるとは?』（ソフトバンククリエイティブ、サイエンス・アイ新書） 2012
- 『ウイルスと感染のしくみ なぜ感染し、増殖するのか!? その驚くべきナゾに迫る!!』（ソフトバンククリエイティブ、サイエンス・アイ新書） 2013
- 『生化学 からだの不思議を解き明かす』（じほう、初めの一歩は絵で学ぶ） 2013
- 『ドキュメント遺伝子工学 巨大産業を生んだ天才たちの戦い』（PHPサイエンス・ワールド新書） 2013
- 『とことんやさしいヒト遺伝子のしくみ 体型も性格も運動能力も病気のかかりやすさも左右する』（SBクリエイティブ、サイエンス・アイ新書） 2014
- 『日本人だけが信じる間違いだらけの健康常識』（角川oneテーマ21） 2014
- 『マンガでわかる自然治癒力のしくみ 心臓病、うつ、がん……慢性ストレスが原因の病気に打ち勝つための力とは!?』（SBクリエイティブ、サイエンス・アイ新書） 2014
- 『がん治療の最前線 もしあなたや大切な家族ががんと診断されたらどうすべきか』（SBクリエイティブ、サイエンス・アイ新書 ） 2015
- 『ビックリするほど遺伝子工学がわかる本 遺伝子診断から難病の治療薬、クローン、出生前診断、再生医療の可能性まで』（SBクリエイティブ、サイエンス・アイ新書） 2015
- 『子どもの脳は食べ物で変わる』（PHP研究所） 2019
- 『遺伝子のスイッチ』（東洋経済新報社） 2021
- 『心と体を健康にする腸内細菌と脳の真実』（扶桑社） 2022
- 『「健康神話」を科学的に検証する それホントに体にいい? 無駄?』（草思社） 2023

### 共著・編著
- 『ジョークで知るアメリカの暮らし やさしいアメリカ日常語番外編』（生田ジェニー共著、アルク） 1998
- 『アメリカの話しことばと日常生活 西海岸で出合った40の体験ストーリーから』（生田ジェニー共著、アルク新書） 1999
- 『生殖革命』（編著、東京書籍） 2000
- 『うつに効く食べもの、食べ方、作り方 うつの予防と解消は食を正すことから』（植木もも子料理制作・監修、保健同人社） 2011
- 『"だから、何事もうまくいく"ラクラク実践法 「プラスサイクル」で世界に羽ばたく 驚くほど成績が向上するキッカケになる!』（堀川一晃共著、第一プログレス） 2012

## 翻訳
- 『暮らしで見つけたやさしいアメリカ日常語』正・続（ハワード・ジョー 、生田聖子共訳 アルク） 1995
  - 『再びやさしいアメリカ日常語』 1996
  - 『続々やさしいアメリカ日常語』 1996
  - 『更にやさしいアメリカ日常語』 1997
  - 『尚もやさしいアメリカ日常語』 1997
  - 『次々やさしいアメリカ日常語』 1998
  - 『又もやさしいアメリカ日常語』 1998
  - 『又々やさしいアメリカ日常語』 1999
  - 『とことんやさしいアメリカ日常語』 2000
- 『暮らしで見つけた今すぐ使えるアメリカ日常語』（ハワード・ジョー、ソンヒ・チョイ共訳、PHP研究所） 2005
- 『アメリカの名医が開発したスピリッツ〈魂〉を強くする実践77レッスン』（バーニー・シーゲル、ソンヒ・チョイ共訳、講談社+α文庫） 2006
- 『栄養素のチカラ』（ウィリアム・ウォルシュ、監訳、ら・べるびぃ予防医学研究所） 2017

## 論文（英文）
1. Ito,H.,Ike,Y.,Ikuta,S.,Itakura K. Solid phase synthesis of polynucleotides. VI. Farther studies on polystyrene copolymers for the solid support.,10(5)1755-1769,1982.
2. Ike,Y.,Ikuta,S.,Sato,M.,Huang,T.,Itakura,K. Solid phase synthesis of polynucleotides. VIII. Synthesis of mixed oligodeoxyribonucleotides by the phosphotriester solid phase method.,11(2)477-488,1983.
3. Patel,DJ.,Ikuta,S.,Kozlowski,S.,Itakura,K. Sequence dependence of hydrogen exchange kinetics in DNA duplexes at the individual base pair level in solution.,80(8)2184-2188.,1983.
4. Schulze,DH.,Pease,LR.,Obata,Y.,Nathenson,SG.,Reyes,AA.,Ikuta,S.,Wallace,B. Identification of the Cloned Gene for the Murine Transplantation Antigen H-2Kb by Hybridization with Synthetic Oligonucleotides. Molecular and Cellular Biology.,3(4)750-755,1983.